# Гам Спригнс (Арканзас)
Гам Спригнс (енгл. Gum Springs) град је у америчкој савезној држави Арканзас.

## Демографија
По попису из 2010. године број становника је 120, што је 74 (-38,1%) становника мање него 2000. године.
| Група             | 2000.       | 2010.      |
| Белци             | 78 (40,2%)  | 49 (40,8%) |
| Афроамериканци    | 107 (55,2%) | 64 (53,3%) |
| Азијати           | 0 (0,0%)    | 0 (0,0%)   |
| Хиспаноамериканци | 9 (4,6%)    | 6 (5,0%)   |
| Укупно            | 194         | 120        |